# Edelschrott
Edelschrott est une commune autrichienne du district de Voitsberg en Styrie.